# Temafloxacina
La  temafloxacina è un antibiotico che appartiene alla classe dei chinoloni di terza generazione. La molecola presentava un ampio spettro d'azione nei confronti dei batteri Gram-negativi e Gram-positivi. Sviluppata e commercializzata dalla società farmaceutica Abbott Laboratories con il nome di Omniflox (negli Usa) e di Temaflox, Temadie e Temabiotic in Italia, fu ritirata per il verificarsi di gravi effetti avversi, in particolare per la cosiddetta "sindrome da temafloxacina".

## Storia
La storia commerciale del farmaco fu breve. Approvata nel gennaio 1992 dalla Food and Drug Administration (FDA) degli Stati Uniti, già nei primi mesi di commercializzazione fu oggetto di alcune segnalazioni di insorgenza di anemia emolitica nei pazienti che l'assumevano. Tra aprile e giugno del 1992 il numero di casi segnalati raggiunse quasi il centinaio. Nella breve fase di commercializzazione si verificarono 3 morti.

## Farmacodinamica
La temafloxacina agisce inibendo in modo selettivo sia la DNA–girasi (conosciuta anche come topoisomerasi II) che la topoisomerasi IV. Questi due enzimi sono fondamentali per la cellula batterica, in particolare per i processi di duplicazione, trascrizione e riparazione dell'acido deossiribonucleico (DNA) nei batteri.
Il blocco di entrambi i meccanismi enzimatici porta alla morte della cellula batterica.
Il composto è attivo, fra gli altri, nei confronti di Staphylococcus aureus, Streptococcus pneumoniae, Legionella pneumophila, Chlamydia trachomatis, Mycobacterium avium complex e diversi batteri anaerobi, incluso Bacteroides fragilis.

## Farmacocinetica
A seguito di somministrazione per via orale il composto risulta ben assorbito dal tratto gastrointestinale. La biodisponibilità orale è superiore al 90% ma viene ridotta dalla contemporanea assunzione di medicamenti antiacidi. La temafloxacina si distribuisce nei diversi fluidi e tessuti biologici, in particolare nei tessuti respiratori, nelle secrezioni nasali, nelle tonsille, nella prostata e a livello osseo. In questi distretti le concentrazioni raggiunte sono pari o superiori a quelle sieriche. L'emivita della temafloxacina si aggira intorno alle 8 ore. La penetrazione nel sistema nervoso centrale è invece meno marcata. L'eliminazione dall'organismo avviene prevalentemente attraverso la filtrazione glomerulare.

## Usi clinici
La temafloxacina veniva utilizzata nel trattamento di infezioni da Gram negativi, in particolare nelle infezioni delle basse vie respiratorie (polmoniti acquisite in comunità, riacutizzazioni di bronchite cronica), della cute e dei tessuti molli, della prostata e delle vie urinarie (uretriti gonococciche e non gonococciche).

## Dosi terapeutiche
Nei soggetti adulti la dose consigliata era pari a 400 mg, in monosomministrazione giornaliera, per un periodo di trattamento di 10 giorni.

## Effetti collaterali e indesiderati
Fra gli effetti collaterali più frequenti dolore, sensazione di freddo, diminuzione dell'emoglobina, insufficienza renale acuta, epatopatia e coagulopatia.

### La sindrome da temafloxacina
I pazienti che sviluppavano la sindrome da temafloxacina a seguito dell'assunzione del fluorchinolone tipicamente manifestavano rialzo febbrile, brivido e ittero, in media a distanza di circa 7 giorni dall'inizio del trattamento. Questi stessi soggetti presentavano anche un iniziale e moderato grado di emolisi, che si rifletteva nel calo delle concentrazioni medie di emoglobina. Nei 95 pazienti che furono oggetto di rivalutazione dopo le segnalazioni spontanee durante i primi mesi di commercializzazione, in 54 casi si registrò una disfunzione renale di nuova insorgenza (57% del totale). Fra questi 54 soggetti ben 34 (63%) furono costretti a sottoporsi a dialisi.
Il 35% dei pazienti sviluppò coagulopatia (per un totale di 33 casi) mentre poco più della metà dei soggetti (precisamente il 51%, pari a 48 pazienti) presentavano anche disfunzione epatica.